# Lingua dei segni afghana
La lingua dei segni afghana è una lingua dei segni sviluppata spontaneamente da bambini sordi in numerose scuole per sordi tramite l'associazione nazionale sordi in Afghanistan.